# Скелевка (Черкасская область)
Скелевка (укр. Скелівка) — посёлок в Чигиринском районе Черкасской области Украины.
Население по переписи 2001 года составляло 1 человек. Почтовый индекс — 20936. Телефонный код — 4730.

## Местный совет
20936, Черкасская обл., Чигиринский р-н, с. Головковка